# Xã Flushing, Michigan
Xã Flushing (tiếng Anh: Flushing Township) là một xã thuộc quận Genesee, tiểu bang Michigan, Hoa Kỳ. Năm 2010, dân số của xã này là 10.640 người.